# Plumosite
La plumosite è un minerale.